# 林雙隨
林雙隨（1901年2月26日—1968年4月4日），杜聰明之妻，為台中霧峰林家下厝裔女，出生於上海。父親為霧峰林家詩人林仲衡，母親為泉州望族學者家庭之女莊秋渠。:42

## 生平

### 日本留學
7歲時由父親林仲衡帶往大日本帝國留學，為第一代台灣留日學生，留學期間一直寄宿於位於東京澀谷區的清和女塾。於東京穩原小學畢業後，再進入青山女學院受基督教式女子教育，並於在學期間受洗為基督徒。自青山女學院畢業後，她欲進入「上野音樂學校」就讀，最後由於不願遵照其父之意就讀女子醫專，因而返台。

### 教學生涯
林雙隨於1919年回台任教，於霧峰公學校擔任音樂教師。林雙隨在日本時就已是教會的風琴手，她亦能夠唱女高音。林雙隨是當時的高知識女性，曾於1920年在《台灣青年》發表＜私の台灣婦女觀＞。

### 與杜聰明的相識
1918年時林雙隨搭乘「亞美利加丸」返台探親，並在船上的台灣留學生懇親會中初次遇見當時在京都帝國大學留學的杜聰明。後來杜聰明請蔡培火向林家提親，兩人便於1922年成婚，婚後遷至台北居住。兩人共育有一女杜淑純及四男，杜祖智、杜祖誠、杜祖健、杜祖信。生下杜祖信後，林雙隨接受了切斷輸卵管的避孕手術。:51

## 婚後生活

### 台北
林雙隨居於台北時，以養育子女與家務管理為主，1925年至1928年杜聰明出國留學期間，林雙隨一人於台北巿扶養一子一女。1945年後杜聰明職務逐漸增多，林雙隨除了家庭事務外，也常因對外應酬交際而繁忙不已。由於丈夫杜聰明忙於學術研究，因此五名子女教養的責任便全由林雙隨擔起。

### 高雄
杜聰明於1954年離開台大醫學院，到高雄創辦高雄醫學院，林雙隨隨夫遷往高雄居住。之後林雙隨便較少與友人往來，平時以閱讀、看電影做為消遣，且定期在星期日至鹽埕長老教會做禮拜，過著清閒的晚年生活。:199

### 出國
與廖蔡绣鸞於1940年赴日本旅行，當時杜聰明原先因擔心林雙隨安全而勸阻，但林雙隨堅持前往。後來發生大東亞戰爭，再次前往日本已是20年後的事。
1948年時與杜聰明一同前往上海。:190
1961年3月前去日本觀光、拜訪舊友，隨後飛往美國探望在美國留學的兒子杜祖健與女兒杜淑純，接著與杜淑純前往歐洲遊覽，兩人於1962年1月回到臺灣。:194-199

## 軼事
在林雙隨與女兒杜淑純的信件來往中，可以看到她如何打點家務與杜家的種種瑣事。如年節問候及送禮、家中收支，房產事務，以及家人間的日常問候。林雙隨有時候會寄一些如茶葉、米粉及鹼粿等等的食物給在外地的家人，亦曾託杜聰明北上辦事時帶蝦子、肉鬆給住在台北的兒女，寄送範圍甚至遠達美國。:42-43
由於在高雄生活時較清閒，林雙隨會獨自到高醫探杜聰明的班，並沿途攀談高醫教職員。由於不耐久聊，事務繁忙的教職員們漸漸有意避之，最後林雙隨只好去找杜聰明。探班時通常是她坐在一旁，看著杜聰明辦公，離開高醫後再一個人去看電影。

## 逝世
林雙隨一生的健康狀況不算太好，她於1930年懷孕時得了腹膜炎，此外根據台大病歷記載，林雙隨擁有長達30年的糖尿病史。她於日治時期就被診斷出罹患這種疾病（其父林仲衡亦曾患此症），之後病情更在高雄居住期間惡化。:43她年老時還有心臟病，白內障等重病纏身。1968年3月29日，林雙隨突然發生腦出血，隨即進入台大醫院內科治療，最後因腦血管障礙，於1968年4月4日上午4時逝世，終年67歲。:3
林雙隨過世消息一出，當時的台灣醫學界便紛紛致哀。醫學界人士隨即組成林雙隨的治喪委員會，由蔡培火擔任主任委員，閻振興、徐慶鐘、魏火曜為副主任委員。最後林雙隨葬於淡水第一公墓。